# Veliki Šibenik
Veliki Šibenik är ett berg i Kroatien.   Det ligger i länet Dalmatien, i den sydöstra delen av landet, 300 km söder om huvudstaden Zagreb. Toppen på Veliki Šibenik är 1 310 meter över havet, eller 683 meter över den omgivande terrängen. Bredden vid basen är 18,0 km.
Terrängen runt Veliki Šibenik är huvudsakligen kuperad, men västerut är den bergig. Runt Veliki Šibenik är det ganska tätbefolkat, med 70 invånare per kvadratkilometer. Närmaste större samhälle är Makarska, 19,6 km väster om Veliki Šibenik. Omgivningarna runt Veliki Šibenik är en mosaik av jordbruksmark och naturlig växtlighet.